# Троицкая Слобода (Переславский район)
Тро́ицкая Слобода (Отхожая Слобода) — село в Пригородном сельском поселении Переславского района Ярославской области, центр Пригородного сельского поселения. Расположена при выезде из города Переславля к областному центру Ярославлю. Население на 1 января 2007 года — 210 человек.

## История
Село называется ещё Отхожей Слободой, потому что городские переславские священники должны были отходить сюда для совершения мирских треб.
До секуляризации 1764 года слобода принадлежала Никитскому монастырю и населена была монастырскими служками.

### Церковь
Церковь в Троицкой Слободе появляется в 1654 году. Эта деревянная церковь пред 1763 годом сгорела и вместо неё усердием прихожан в 1763 году построена была новая деревянная же церковь, освящённая, по благословению епископа Переславского Сильвестра, также в честь Святой Троицы.
Вместо деревянной церкви в 1855 году на средства прихожан устроен каменный храм с двумя престолами: в холодной во имя Живоначальной Троицы, в приделе тёплом в честь преподобного Никиты Столпника.
Возле церкви — могила местночтимого святого Миши-Самуила.
В середине слободы есть пруд, который вырыли местные жители.

## Население
| 1859 | 1905 | 1926 | 2007 | 2010 |
| ---- | ---- | ---- | ---- | ---- |
| 116  | ↗158 | ↗243 | ↘210 | ↗300 |